# Boedo (tango)
 Boedo  es un tango cuya música es de Julio De Caro en tanto que la letra pertenece a Dante A. Linyera y evoca la mitología y la historia tanguera y literaria del barrio de Boedo. Fue estrenado el 8 de octubre de 1928 por el músico, quien lo grabó poco después, y posteriormente fue registrado por otros artistas.

## Los autores
Dante A. Linyera, cuyo verdadero nombre era Francisco Bautista Rímoli fue un poeta y periodista que nació en Buenos Aires, Argentina, el 10 de agosto de 1903 y falleció en la misma ciudad el 15 de julio de 1938. A los 16 años comenzó a trabajar en el diario matutino La Argentina, y luego pasó por El Telégrafo y por La Montaña, un mítico periódico fundado por Leopoldo Lugones y José Ingenieros.
Desarrolló luego una extensa labor en El Alma que Canta, un cancionero fundado por Vicente Bucchieri en febrero de 1916 en el cual con notas y versos desparejos expresaba su dolor ante tantas injusticias vistas por las calles de la ciudad. Usaba el seudónimo de "Dante A. Linyera", en el cual la “A” no pertenece a la inicial de un segundo nombre, sino que tiene la intención de aludir a Dante Alighieri. La voz “linyera” es un lunfardismo que significa “vagabundo”.
Julio de Caro (Buenos Aires, 11 de diciembre de 1899 - Mar del Plata, 11 de marzo de 1980), fue un destacado violinista, director de orquesta y compositor de tango argentino, considerado como uno de los músicos que tuvo gran influencia en el género. Como compositor y como arreglador, De Caro lleva a un grado mayor de elaboración y sutileza el recurso -habitual en el tango- de las contramelodías ejecutadas por el violín; como compositor, los tangos de De Caro se mueven con un espectro más elegante de recursos armónicos y melódicos; lo mismo sucede en su faceta de arreglista y aun en la de intérprete. Esta apropiación por parte del tango de elementos pertenecientes a la música culta -o esta apropiación del tango por parte de compositores y estratos sociales que veneraban a la música europea- ha permitido a los estudiosos a referirse a una "época decareana".

## Dedicatoria
No obstante que ni De Caro, nacido en Once y criado en San Telmo, ni Dante A. Linyera, que nació en Independencia y Sáenz Peña, habían crecido en el barrio de Boedo, en la partitura original del tango decía: «Dedico este pequeño recuerdo a mis compañeros de la infancia, los muchachos de Boedo».

## El barrio de Boedo
Boedo es uno de los 48 barrios de la Ciudad de Buenos Aires y está delimitado por Avenida Independencia, Sánchez de Loria, Avenida Caseros y Avenida La Plata. Boedo nació como un típico barrio proletario del sur de la ciudad que cobró notoriedad con la aparición de la literatura social desarrollada a partir de la irrupción del Grupo Boedo. Se fue desarrollando en torno a la avenida homónima, tomó su nombre y lo oficializó con sus límites a partir de 1972. Sus antiguas casas contrastan, como en varios barrios de la Capital Federal, con los modernos edificios construidos en los últimos años. A pesar del gran número de tangos que hablan de Boedo, este es uno de los barrios más frescos y jóvenes. Entre sus vecinos vinculados al tango se encontraron los poetas José González Castillo, su hijo Cátulo y Homero Manzi.
En el tango, Linyera define a Boedo como
“barrio del gotán y la pebeta,

el corazón del arrabal porteño,

cuna del malandrín y del poeta.”

En el mismo año 1928 Dante A. Linyera publicó un tango con música de Ricardo Luis Brignolo titulado “Florida de arrabal” en el que se refiere a la avenida Boedo como «la calle de todos / la alegre Florida / del triste arrabal».

## El grupo “Boedo” y el "grupo Florida"
El Grupo Boedo fue un conjunto de escritores argentinos y uruguayos de izquierda de la década de 1920. Entre sus miembros estaban Enrique Amorim, Leónidas Barletta, Elías Castelnuovo, Roberto Mariani, Nicolás Olivari, Lorenzo Stanchina, César Tiempo y Álvaro Yunque. Por otra parte, alrededor de la revista Martin Fierro y con centro de encuentro en las calles Florida y Tucumán se reúne un notable grupo de escritores entre los que figuran Ernesto Palacio, Roberto Marianise, Jorge Luis Borges, Conrado Nalé Roxlo, Macedonio Fernández y Raúl Scalabrini Ortiz. Había divergencias entre los dos grupos pero no enemistad. Nicolás Olivari estaba en Boedo y publicaba en Florida, Raúl González Tuñon comenzó actuando en Boedo y luego pasó a Florida. Unos y otros colaboraban en las mismas revistas y compartían las mesas de redacción.El grupo Boedo se lo vincula a la Editorial Claridad que imprimía sus libros, y al histórico Café El Japonés dónde se reunían, en Boedo y San Ignacio.

## La letra y la censura

### La letra original
En su letra Julián Centeya evocó la mitología y la historia tanguera del barrio de Boedo e hizo alusión al Grupo Florida como contraste con el Grupo Boedo. Si bien generalmente  el tango se ejecutó y grabó como instrumental, hay un registro del 18 de abril de 1929, en que lo canta Roberto Díaz acompañado por guitarras.

### La censura radiofónica
A partir de 1943 el gobierno militar obligó a que en la radiodifusión se suprimiera el lenguaje lunfardo, como así también cualquier referencia a la embriaguez o expresiones que en forma arbitraria eran consideradas inmorales o negativas para el idioma o para el país, por lo que los autores debían modificar las letras para que se permita su emisión por radio, que era el medio más importante para su difusión. Las restricciones continuaron al asumir el gobierno constitucional el general Perón y en 1949 directivos de Sadaic le solicitaron en al administrador de Correos y Telecomunicaciones en una entrevista que se las anularan, pero sin resultado. Obtuvieron entonces una audiencia con Perón, que se realizó el 25 de marzo de 1949, y el presidente –que afirmó que ignoraba la existencia de esas directivas- las dejó sin efecto y muchos tangos pudieron volver a su nombre y letra anteriores si bien por temor de los músicos algunas piezas, como el tango Al pie de la Santa Cruz y la Milonga del 900, siguieron ejecutándose con modificaciones en las partes a las que se podía asignar contenido político.
La segunda letra de Boedo, una mera variante de la original, seguramente fue escrita en 1943, como concesión a la censura y en esta nueva versión, tal como lo exigía la dictadura, desaparecen las expresiones lunfardas, el voseo y los versos “herejes”: «ande el tango, provocador y macho / hoy es el Dios / Nuestro Señor / del Berretín». No hay constancia del autor porque las partituras en las que figura mantienen la firma de Dante A. Linyera, pero ya había fallecido en 1938.

## Valoración
Desde 1924 Julio De Caro, teniendo como antecedente las ideas de Juan Carlos Cobián había consolidado una nueva concepción del tango dirigiendo una notable formación de una jerarquía técnica instrumental y un nivel de elaboración en los arreglos desconocidos hasta entonces. El Sexteto dio nuevo brillo a la belleza de tangos anteriores al mismo tiempo que incorporaba a su repertorio nuevas obras, más ricas y de mayor compromiso interpretativo. Boedo ocupa un lugar en la historia de la evolución musical planteada en el género por la escuela de De Caro, y mantiene un sitio en los repertorios contemporáneos. 
Como buen tango de característico corte milonga, marcadamente rítmico, prevaleció en versiones instrumentales.

## Grabaciones
Entre otras grabaciones de Boedo  se encuentran las siguientes:
- Orquesta Osvaldo Pugliese (instrumental) el 14 de julio de 1948 para Odeon.
- Héctor Navarro con la orquesta Antonio Ríos en 1950 para E.M.R.
- Lucio Demare con la orquesta del trío Irusta-Fugazot-Demare.
- La orquesta Francini-Pontier.
- Horacio Salgán en dos oportunidades: con orquesta y en dúo con Ubaldo De Lío.
- Los Astros del Tango.
- Astor Piazzolla con el Octeto Buenos Aires.
- Francisco Canaro con su Quinteto Pirincho.